# WorldPride
WorldPride (nebo taky World Pride) je celosvětová událost věnovaná LGBT a queer otázkám. Pořádá ji organizace InterPride, mezinárodní asociace pořadatelů akcí gay pride. Od roku 2017 se pořádá vždy lichým rokem.

## Historie

### Řím 2000

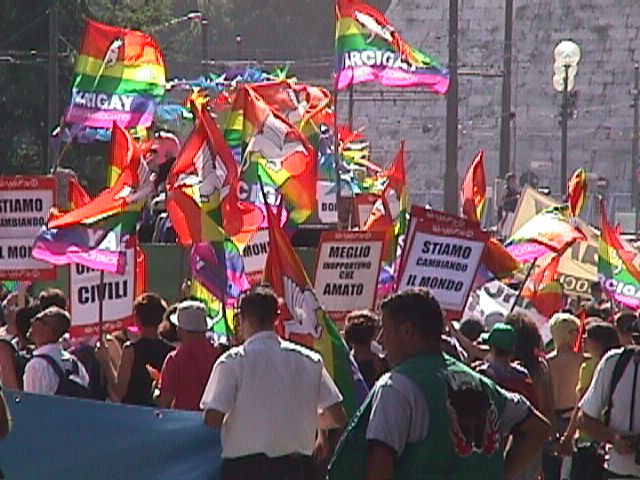
WorldPride 2000

Na 16. výroční konferenci InterPride, která se konala v říjnu roku 1997 v New Yorku, členové InterPride hlasovali pro stanovení titulu „WorldPride“ a udělila ji městu Řím. Tato událost se konala od 1. července do 9. července 2000. 
Římští úředníci přislíbili podporu 200 000 $, nicméně se poté přiklonili k zuřivým odporem od Vatikánu a konzervativních politiků, a proto římský levicový starosta Francesco Rutelli dne 30. května 2000 stáhl logistické a finanční podpory. Několik hodin po svém oznámení se Rutelli většinou obrátil v reakci na tvrdou kritiku z levé strany. Obnovil financování a slíbil jim, že pomůže s povolením, ale odmítl, aby odmítli požadavek, že organizátoři odstraní logo města z propagačních materiálů. Tato událost byla pevně oponována papežem Jana Pavla II. a považováno za pohoršení mnoho katolických poutníků, kteří navštívili Řím na oslavu 2000 římskokatolického jubilea . Papež Jan Pavel II. promluvil k davu na Svatopetrském náměstí během WorldPride 2000 a uvedl, že jde o „trestný čin křesťanských hodnot města, které je tak drahé srdcím katolíků po celém světě“.
Organizátoři prohlásili, že se 250 000 lidí připojilo k průvodu do Kolosea a Circus Maximus, k dvěma z nejslavnějších antických památek v Římě. Bylo to jedna z největších davů, co se kdy sešlo v Římě po celá desetiletí. Mezi naplánovanými událostmi byly konference, módní přehlídky, Gay pride a koncerty Gloria Gaynor , The Village People , RuPaul a Geri Halliwell.

### Jeruzalém 2006
Na 22. výroční konferenci InterPride, která se konala v říjnu 2003 v Montrealu v Kanadě s více než 150 delegáty z 51 měst z celého světa, přijali nabídku od Jeruzalému hostit WorldPride 2006 ve Svatém městě.
Jeruzalém měl uspořádat WorldPride v roce 2005, ale to bylo odloženo až na rok 2006, kvůli napětí z izraelského stažení z pásma Gazy. Říkalo se tomu „Láska bez hranic“, jako kývnutí mnoha bariér uvnitř Izraele a pro gaye a lesby jinými způsoby. World Pride byl klíčovým projektem jeruzalémské Open House, městské gay komunitního centra. Z plánovaného výchozího bodu pochodu na ulici Ben Yehuda se účastníci mohli podívat na osmi metrovou betonovou zeď, nazývanou Izraelem jako "oddělovací bariéra", kterou ale někteří považují za oddělovací stěnu (apartheid). 
Poté, co Jeruzalém byl vybrán jako hostitelské město WorldPride 2006, město Tel Aviv oznámilo, že zrušil svůj vlastní Gay Pride v roce 2006, aby se ujistili, že se na WorldPride 2006 zúčastní více Izraelců. WorldPride byl naplánován na 6. srpna, ale od samého počátku se silně postavili izraelští náboženští vůdci. Nicméně kvůli izraelsko-libanonskému konfliktu z roku 2006 zrušila Jeruzalémská vláda průvod, který prohlásil, že není dostatek vojáků na ochranu průvodu. Týden událostí se uskutečnil podle plánu a zahrnoval pět konferencí, filmový festival, výstavy a literární a politické události. Průvod byl zrušen, ale Jerusalem Open House oznámil, že uspořádá průvod 10. listopadu po dohodě s policií a městem. 

### Londýn 2012

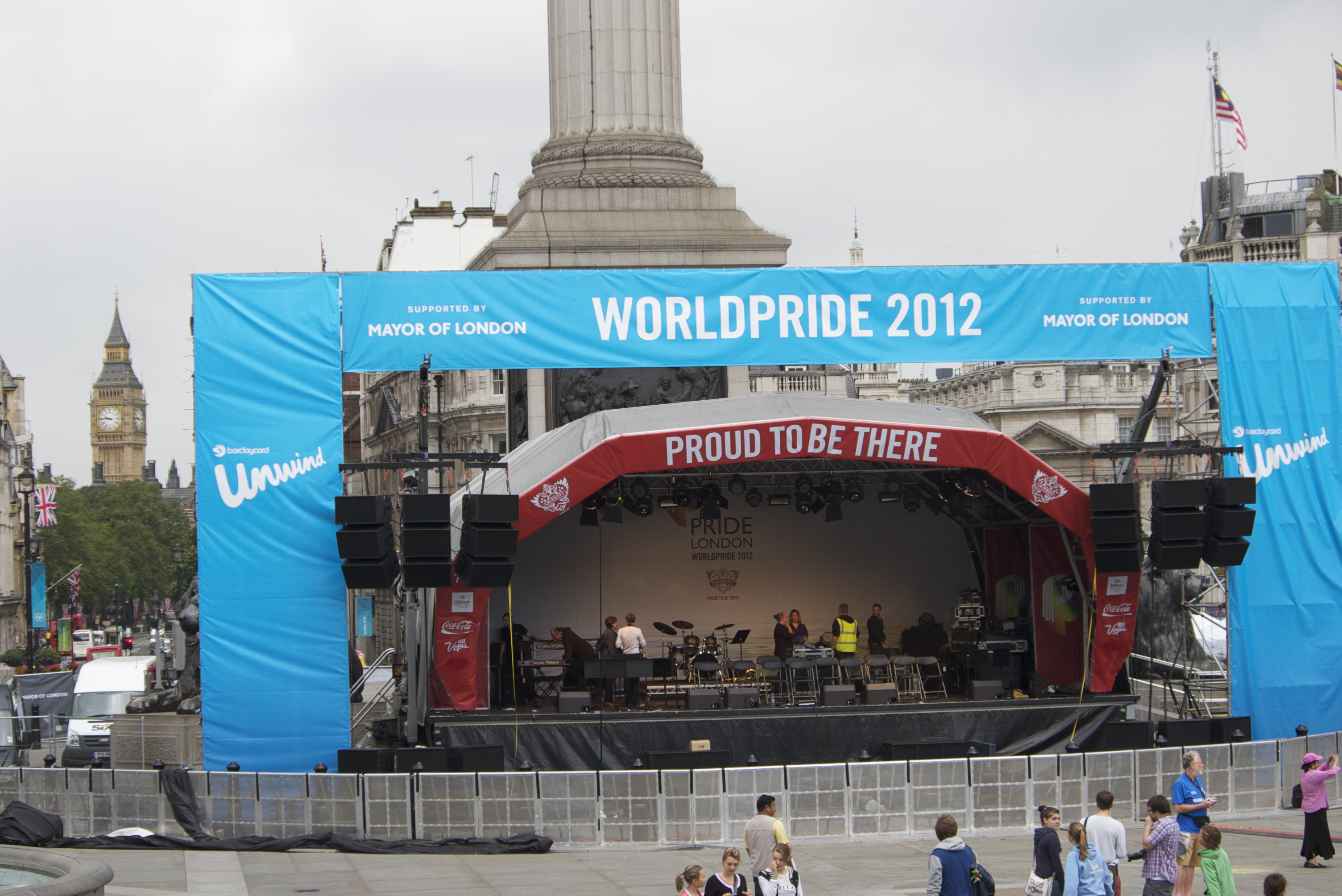
Stage během WorldPridu 2012

Na 27. výroční konferenci InterPride, která se konala v říjnu 2008 v Vancouveru v Kanadě hlasovali, aby přijali nabídku z Londýna hostit WorldPride 2012 v hlavním městě Spojeného království těsně před olympijskými hry  a paralympijskými hry a během předpokládaných celoročních oslav diamantového jubilejního roku královny Alžběty II. NA World Pride v Londýně byl naplánován průvod s plováky, velkým prostorem na představení na Trafalgarském náměstí a s uličními oslavami na Golden Square a Soho.
Avšak londýnský World Pride 2012 byl výrazně "zmenšen" na mimořádném setkání všech agentur dne 27. června 2012, což bylo devět dní před konání akce. Organizátoři nedokázali zajistit finanční prostředky potřebné pro dodavatele klíčových oblastí a oznámili, že všechny aktivity boudou buď snížené a nebo zrušeny. Následně byly zábavy a počty pódií snížené a žádost o povolení na ulici v Soho bylo zrušeno. Místo toho se v plánu s událostmi zahrnoval Gay Pride (bez plavidel nebo vozidel) a shromáždění na Trafalgarském náměstí. Dne 5. července vydala Metropolitní policie oznámení o licenčních podmínkách všem místům v Soho a připomněla jim, že World Pride nemá žádnou licenci na události na ulici v oblasti Soho, a proto by místa měl považovat WorldPride za "každý normální den". Byl hodně kritizován ze všech stran, protože slíbily velkolepé oslavy a místo toho to byla podle některých katastrofa.

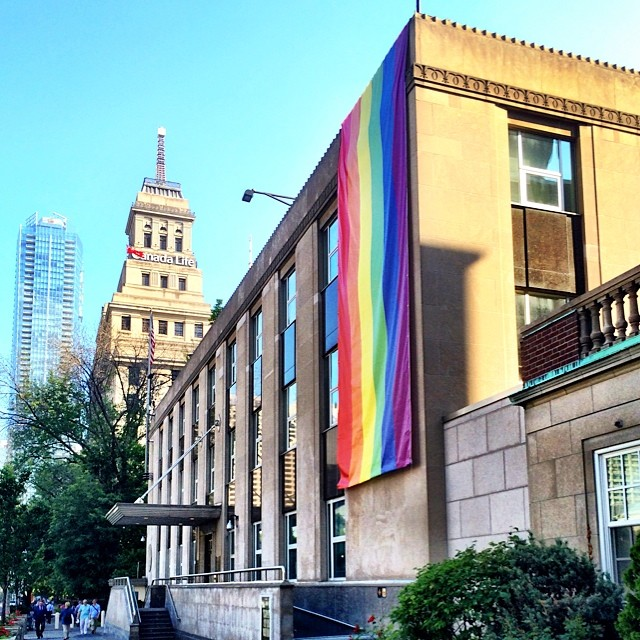
Toronto během WorldPride 2014

### Toronto 2014
Na 28. výroční konferenci InterPride, která se konala v říjnu 2009 v St. Petersburgu v USA se rozhodovali o pořadatele World Pride 2014 mezi Torontem a Stockholmem. V prvním kole hlasování Toronto získal 77 hlasů a Stockholm 61 hlasů. Ve druhém kole hlasování byl vyloučen Stockholm a Toronto získalo 78% hlasů a splnilo 2/3 většinu potřebnou k dokončení výběrového řízení.
WorldPride 2014 zahrnoval slavnostní zahájení na náměstí Nathana Phillipsa s koncertními vystoupení Melissy Etheridge, Deborah Cox, Steve Grand a Tom Robinson, mezinárodní konferenci o lidských právech, jejíž účastníky byli Jóhanna Sigurðardóttir, Frank Mugisha a Edie Windsor, předávaní cen a společenské akce, včetně oslav Den Kanady a Den nezávislosti Spojených států amerických a výstavy připomínající 45. výročí Stonewallských nepokojů. V průběhu posledních dnů se konaly 3 průvody.
Závěrečný ceremoniál, který se konal na Yonge-Dundas Square po průvodu, představoval mnoho vystoupení slavných osobností. Při odhadování potenciálního ekonomického dopadu společnosti WorldPride na Toronto se představitelé společnosti Pride Toronto uvedli, že Pride Week 2009 přitáhlo do Toronta odhad jednoho miliónu lidí a přispělo 136 milionů $ do ekonomiky města a uvedlo, že očekávají, že WorldPride bude asi pětkrát větší. Výsledky ukázaly, že WorldPride přinesl 791 milionů dolarů, což je téměř šestkrát vyšší hodnota než v roce 2009.

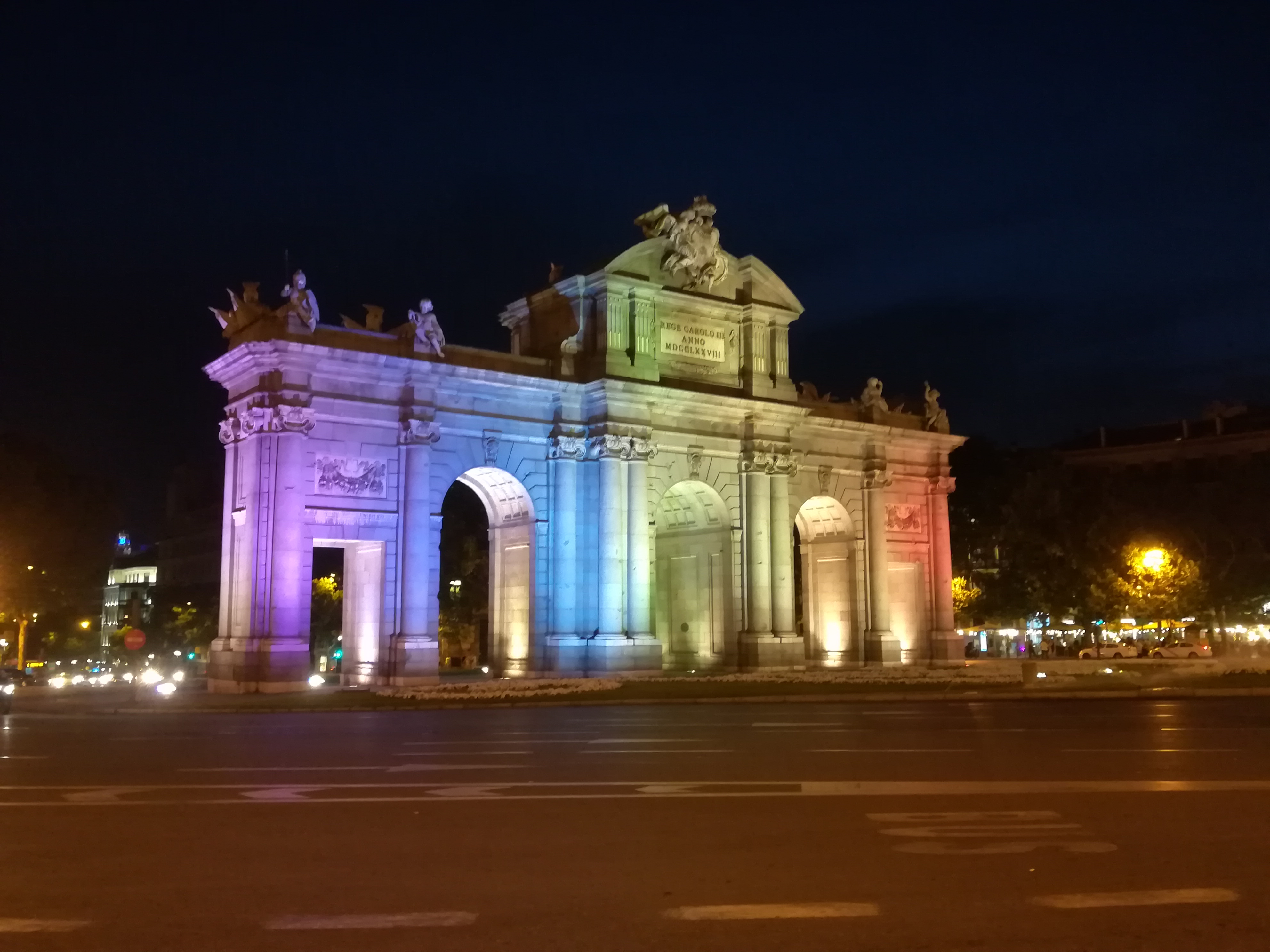
Puerta de Alcalá během WorldPridu 2017

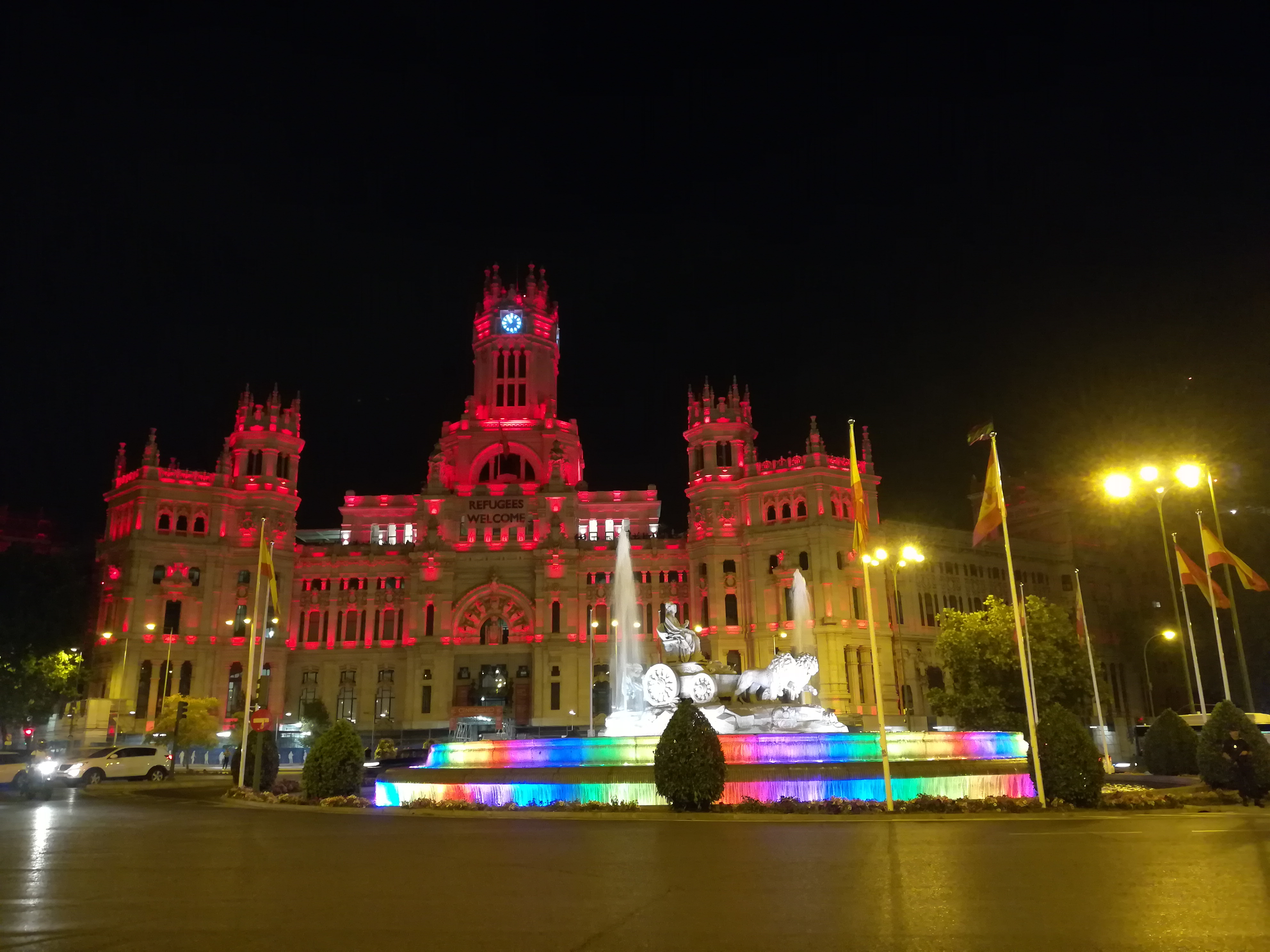
Plaza de Cibeles během WorldPridu 2017

### Madrid 2017
Na výroční konferenci InterPride, která se konala v říjnu 2012 v Bostonu v USA se delegáti rozhodli, že WorldPride 2017 bude v Madridu ve Španělsku. Kandidátská města byly Madrid, Berlín a Sydney, ale Madrid vyhrál jednomyslně v hlasování s více než 80 delegací z celého světa. Rozhodli se tak, protože když hostil Europride 2007, byl nejvíce navštěvovaný vůbec a odhaduje se na 2,5 milionu návštěvníků. Tato obrovská návštěvnost byla nejen úspěch pro Madrid, ale i pro celý LGBT španělské komunity, kvůli slavení změně termínů v zákonech týkajících se sňatky homosexuálů a adopce. Madrid byl jedním z prvních španělských měst, který slavil legalizaci homosexuálních manželství s podporou všech politických stran, dokonce i konzervativci ve vládě, v čele s ex-starosta města, Alberto Ruíz Gallardon z Partido Popular.
World Pride 2017 proběhl od 23. června do 2. července 2017 a časově se shodoval se dvěma klíčovými výročí v historii LGBT komunity v Madridu a ve Španělsku. Bylo to 40. výročí první demonstrace ve Španělsku na podporu práv LGBT lidí, která se konala v Barceloně v roce 1977 a 25. výročí založení státní federace leseb, gayů, transsexuálů a bisexuálů ve Španělsku. Slavnostní zahájení akce se uskutečnilo v pátek 23. června 2017 v divadle Calderón. O několik dní později byl v pondělí 26. června Madridský summit, což byla Mezinárodní konference o lidských právech na Autonomní univerzitě v Madridu . V následujících dnech se uskutečnilo několik kulturních akcí, včetně tradičního a masivního Gay pridu. Ten se uskutečnil 1. července, kde bylo až 52 alegorických vozů po celých 2 kilometrech mezi Atocha ( Plaza del Emperador Carlos V ) a Plaza de Colón. Slavnostní ukončení WorldPridu se uskutečnilo 2. července na Puerta de Alcalá, kde New York převzal štafetu pro oslavu WorldPride 2019.

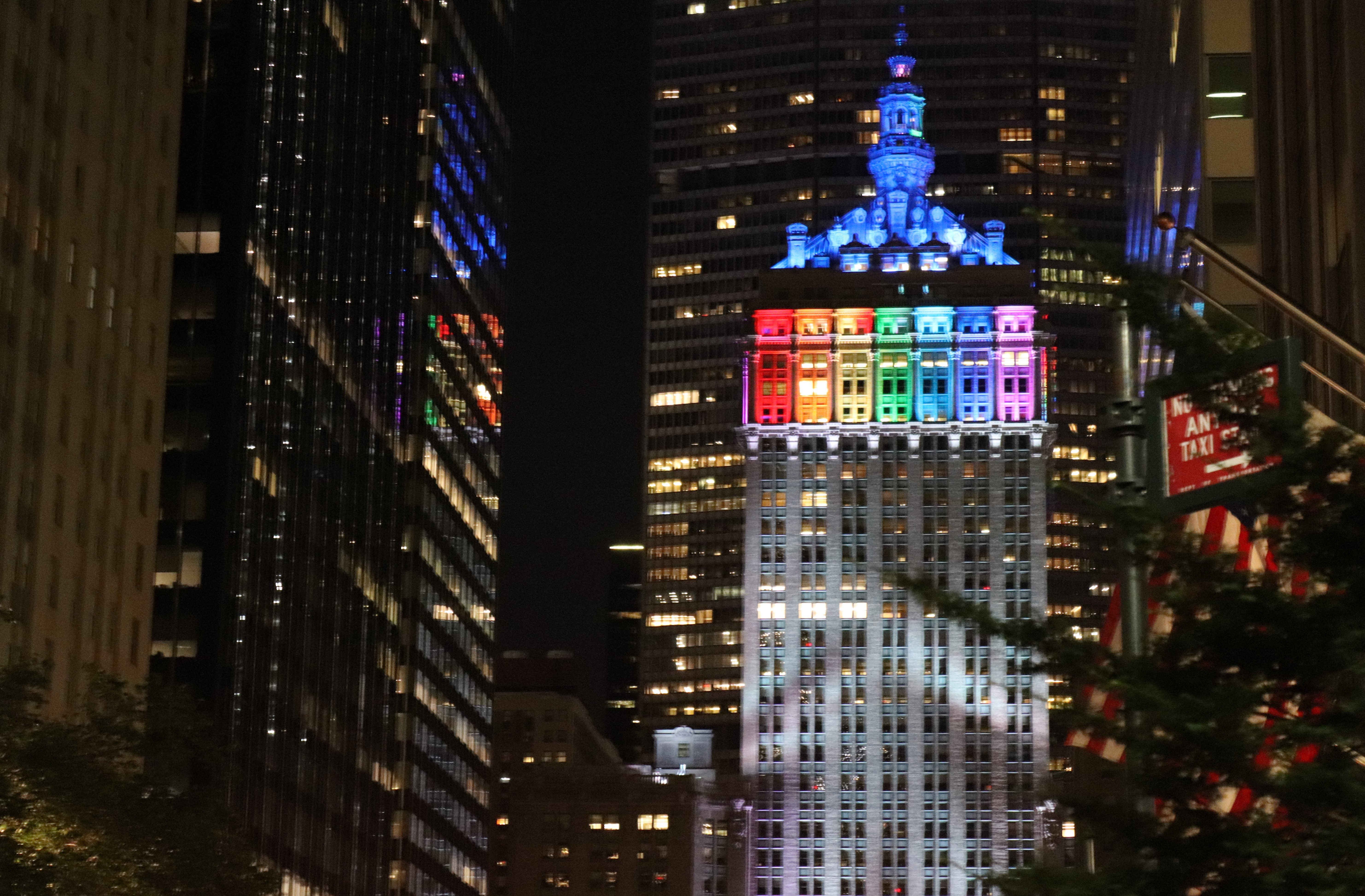
New York během WorldPridu 2019

### New York 2019
Dne 18. října 2015 InterPride přijal v Las Vegas nabídku z New Yorku, aby pořádal WorldPride 2019. Tato akce se konala ve spojení se „Stonewall 50“, což byla oslava padesátého výročí Stonewallských nepokojů ze dne 28. června 1969, které se odehrály v New Yorku ve čtvrti Greenwich Village a je široce považována za začátek moderního boje za práva LGBT ve Spojených státech.
Stonewall 50 a World Pride 2019 proběhly od 1. června do 30. června 2019. Tyto akce se konaly v červnu, což je tradičný Pride měsíc v New Yorku a na celém světě. Během těchto oslav se konaly různé výstavy, diskuze, přednášky a průvody a 21. června se konala v Newyorské opeře premiéra opery „Stonewall“. Slavnostní zahájení WorldPride se uskutečnilo ve středu 26. června 2019 v multifunkční hale Barclays Center v Brooklynu. Těsně před slavnostní zahájením se v pondělí 24. června a 25. června konala Mezinárodní konference o lidských právech na New York Law School v Tribece. V následujících dnech se uskutečnilo několik kulturních akcí, včetně tradičního a velkolepého Gay pridu. Ten se uskutečnil 30. června, kde dvanáctihodinová přehlídka zahrnovala 150 000 předběžně registrovaných účastníků mezi 695 organizacemi a vyšli od Fifth Avenue, přes Greenwich Village a Seventh Avenue až do Chelsea. Tento Worldpride byl největší událostí LGBT v historii, jelikož oficiální odhad činí pěti milionů návštěvníku. Slavnostní ukončení WorldPridu se uskutečnilo 30. června na Times Square, kde Kodaň převzala štafetu pro oslavu WorldPride 2021.

### Kodaň 2021
Dne 8. října 2017 na výroční konferenci InterPride v Indianapolis se rozhodovali z přijatých nabídek od Kodaně a Fort Lauderdale, kde Kodaň vyhrála pořádání WorldPride 2021. Rok 2021 se označuje v historii dánské LGBTQ nejméně pěti výročí, které se během tohoto WorldPride oslaví:
- 70. výročí: první celosvětová úspěšná operace na přeměnu pohlaví, která byla provedena v Dánsku v roce 1951
- 50. výročí: byla založena Dánská kapitola předních homosexuálů v roce 1971
- 40. výročí: Dánsko odstranilo homosexualitu z oficiálního seznamu duševních chorob v roce 1981
- 25. výročí: První kodaňský Gay Pride byl slaven v roce 1996, kdy také Kodaň hostila Europride
- 15. výročí: dánské lesby a bisexuální ženy získaly v roce 2006 právo na asistovanou reprodukci

Kodaň bude také hostovat EuroGames v témže roce.

### Sydney 2023
Na výroční konferenci InterPride, která se konala od 17. do 20. října 2019 v Athénách, delegáti hlasovali během posledního dne, že WorldPride 2023 bude v Sydney v Austrálii. Kandidátská města byly Houston, Sydney a Montreal. Sydney získal 60% hlasů, Montreal 36% a Houston 3%.  Bude to poprvé, kdy se bude konat WorldPride na jižní polokouli.

## Přehled pořadatelů
| Poř. | Rok  | Město            | Datum                    |
| ---- | ---- | ---------------- | ------------------------ |
| 1.   | 2000 | Řím              | 1. - 9. července         |
| 2.   | 2006 | Jeruzalém        | 6. - 12. srpna           |
| 3.   | 2012 | Londýn           | 23. června - 8. července |
| 4.   | 2014 | Toronto          | 20. - 29. června         |
| 5.   | 2017 | Madrid           | 23. června - 2. července |
| 6.   | 2019 | New York         | 1. - 30. června          |
| 7.   | 2021 | Kodaň            | 12. - 22. srpna          |
| 8.   | 2023 | Sydney           | 24. února - 4. března    |
| 9.   | 2025 | Washington, D.C. |                          |
| 10.  | 2026 | Amsterdam        |                          |